# Самерфилд (Охајо)
Самерфилд (енгл. Summerfield) град је у америчкој савезној држави Охајо.

## Демографија
По попису из 2010. године број становника је 254, што је 42 (-14,2%) становника мање него 2000. године.
| Група             | 2000.        | 2010.       |
| Белци             | 296 (100,0%) | 250 (98,4%) |
| Афроамериканци    | 0 (0,0%)     | 0 (0,0%)    |
| Азијати           | 0 (0,0%)     | 1 (0,4%)    |
| Хиспаноамериканци | 0 (0,0%)     | 3 (1,2%)    |
| Укупно            | 296          | 254         |